# Five Man Electrical Band
 The Five Man Electrical Band (originariamente noti come The Staccatos dal 1963-1968) sono un gruppo rock canadese di Ottawa, in Ontario. Hanno avuto molti successi in Canada, tra cui le canzoni entrate in top 10 "Half Past Midnight" (1967) (come The Staccatos), "Absolutely Right" (1971) e "I'm a Stranger Here" (1972). A livello internazionale, sono conosciuti soprattutto per il loro singolo di successo "Signs" del 1971.

## Storia

### Successo iniziale con il nome The Staccatos (1963-68)
La band The Staccatos si è formata a Ottawa nel 1963. Inizialmente includeva il cantante Dean Hagopian, il chitarrista Vern Craig, il bassista Brian Rading e il cantante/batterista Rick Bell (il cui nome di battesimo era Rick Belanger). Hagopian se ne andò dopo circa un anno, e fu sostituito dal cantante e chitarrista Les Emmerson, che sarebbe diventato il cantautore principale della band.
Gli Staccatos fecero il loro debutto discografico nel 1965, con i loro primi singoli scritti da Craig ed Emmerson. Dopo aver pubblicato un singolo, che non si classificò, attraverso una piccola etichetta indipendente, il gruppo firmò un contratto con la Capitol Records del Canada, e il loro secondo singolo, "Small Town Girl", arrivò nella top 20 canadese. I loro singoli successivi riuscirono a classificarsi nelle prime 40 posizioni, facendo diventare gli Staccatos un gruppo emergente nel loro paese natale. Il loro album di debutto, Initially, uscì nel 1966 e includeva tutti i loro successi pubblicati fino a quel momento, oltre a diverse nuove registrazioni.
Nell'estate del 1966, Mike Bell (il fratello di Rick) si unì al gruppo come secondo batterista e terzo cantante. Poco dopo, il gruppo ebbe il suo più grande successo fino ad oggi con "Half Past Midnight", che raggiunse l'8º posto nelle classifiche canadesi. Questo è stato il secondo singolo degli Staccatos scritto esclusivamente da Emmerson, che a questo punto stava già scrivendo la maggior parte del materiale originale della band. Sempre nel 1968, gli Staccatos pubblicarono un album congiunto con i The Guess Who, ciascuna band occupando un lato dell'LP.
I singoli successivi ad "Half Past Midnight" non ottennero successo in Canada. Negli Stati Uniti, la situazione era peggiore – i singoli della band (distribuiti da Capitol e Tower) non riuscirono ad entrare in classifica. Iniziarono a cercare una nuova direzione musicale e alla fine del 1968 Ted Gerow entrò nella band come tastierista, mentre Vern Craig se ne andò. Nello stesso periodo, mentre registrava il loro secondo album, alla band fu chiesto di cambiare nome, perché secondo il produttore Nick Venet "The Staccatos" suonava "datato". Dopo aver discusso le varie possibilità, il bassista Rading citò una canzone scritta da Emmerson chiamata "Five Man Electrical Band", sostenendo che essa rappresentava esattamente ciò che era il gruppo. Il nome della band fu cambiato, e i Five Man Electrical Band pubblicarono il loro album omonimo all'inizio del 1969.

### La rinascita come Five Man Electrical Band (1969-75)
Il nuovo singolo del gruppo "It Never Rains On Maple Lane" con "Private Train" come lato B fu un discreto successo in Canada; il lato A raggiunse la posizione nº67 in classifica e dopo due settimane "Train Train" raggiunse il nº37. Il loro album conteneva sia materiale nuovo che registrazioni precedenti originariamente pubblicate come The Staccatos (incluso "Half Past Midnight") e ebbe un successo simile in Canada. I singoli pubblicati successivamente non si riuscirono a classificare. Alla fine del 1969, la band terminò il loro rapporto con la Capitol e firmò un contratto con la MGM Records.
I primi due singoli della band con la MGM (pubblicati nel 1970) si erano già classificati a metà degli anni '50 in Canada. L'album del gruppo Good-byes and Butterflies del 1970 creò una piccola controversia per l'immagine di copertina che rappresentava una pianta di marijuana; l'album fu ritirato e successivamente ristampato con una nuova copertina.
Nel 1971, la band ebbe il suo primo successo internazionale quando la loro etichetta ristampò il loro secondo singolo con la MGM "Hello Melinda, Goodbye/Signs", originariamente registrato a Los Angeles. "Signs" (scritta da Les Emmerson) raggiunse il 4º posto in Canada, il 3º posto nella Billboard Hot 100 e il 1º posto in Australia per quasi due mesi. Ha venduto oltre un milione di copie e le è stato assegnato un disco d'oro dalla RIAA nell'agosto 1971.
Negli anni successivi furono pubblicati numerosi singoli che riuscirano ad entrare nelle classifiche: "Absolutely Right", "Money Back Guarantee", "Werewolf", "I'm A Stranger Here" e molti altri, tutti scritti da Emmerson. Al di fuori del Canada, la maggior parte di questi furono successi minori, ma la band continuò a pubblicare nuova musica e a fare concerti. Nel 1972, la band pubblicò Coming Of Age, il loro terzo album come Five Man Electrical Band. Emmerson, che era più interessato a registrare nuovo materiale che a suonare dal vivo, iniziò anche una carriera solista parallela nel 1972.
Mike Bell, ora chiamato Michael Belanger, lasciò il gruppo a metà della registrazione del loro album del 1973 Sweet Paradise, e il bassista Brian Rading se ne andò proprio a registrazione quasi conclusa. Dall'album vennero estratti diversi singoli di successo, tra cui "I'm A Stranger Here", il loro maggiore successo in Canada. Emmerson, Gerow e Rick Belanger tentarono di proseguire la loro carriera con nuovi membri per un certo periodo, pubblicando singoli nel 1974 e nel 1975, che ebbero poco successo fuori dal Canada.
Rick Belanger lasciò il gruppo nel 1974, lasciando Emmerson e Gerow come unici membri originari della band. Poco dopo, quando "Johnny Get A Gun" del 1975 raggiunse 69º posto in classifica in Canada, Emmerson e Gerow decisero di sciogliere la Five Man Electrical Band.

### Reunion e attività recenti
Nel 1986, Emmerson riformò la band per una serie di concerti e festival, e continuò a suonare con loro nei decenni successivi. La band di solito fa qualche spettacolo all'anno e ora si esibisce come sestetto: Les Emmerson (chitarra, voce solista), Ted Gerow (tastiere), Brian Sim (chitarra solista), Rick Smithers (basso), Steve Hollingworth (batteria, voce) e Mike Belanger (batteria, voce).
I Tesla ebbero successo con una cover della canzone "Signs" nel loro album Five Man Acoustical Jam negli anni '90. Più di recente, i Fatboy Slim hanno pubblicato un singolo, nel 2005, chiamato "Don't Let The Man Get You Down", basato principalmente su un campione in loop di "Signs", in particolare il verso iniziale.
Brian Rading, il bassista e membro fondatore della band, è morto l'8 giugno 2016 per cause naturali nella sua casa a Hull, nel Quebec, dopo una lunga battaglia durata alcuni contro il cancro alla gola. Aveva 69 anni.

## Discografia

### Album in studio

#### come The Staccatos
- 1966 - Initially
- 1968 - A Wild Pair (Split album: un lato dei The Guess Who; l'altro lato dei The Staccatos)

#### come Five Man Electrical Band
- 1969 - Five Man Electrical Band
- 1970 - Good-byes and Butterflies
- 1972 - Coming of Age
- 1973 - Sweet Paradise

### Compilation
- 1975 - The Power of the Five Man Electrical Band: Their Greatest Hits
- 1995 - Absolutely Right: The Best of Five Man Electrical Band
- 2008 - Half Past Midnight: The Staccatos and Beyond
- 2009 - The Staccatos - Five Man Electrical Band: First Sparks The Anthology (1964–1969) (2-CD contenenti tutti i singoli degli Staccatos e dei Five Man Electrical Band Capitol singles, tutte le canzoni dei due album con la Capitol; il singolo pubblicato con la Allied Records; cinque canzoni dell'album A Wild Pair e tre canzoni inedite.

### Singoli

#### come The Staccatos
| Anno | Canzone                      | Canada | U.S. Hot 100 | Album                         |
| ---- | ---------------------------- | ------ | ------------ | ----------------------------- |
| 1965 | "It Isn't Easy"              |        | -            | Singolo non estratto da album |
| 1965 | "Small Town Girl"            | 20     | -            | Initially                     |
| 1965 | "Move to California"         | 26     | -            | Initially                     |
| 1966 | "It's a Long Way Home"       | 22     | -            | Initially                     |
| 1966 | "C'mon Everybody"            | 20     | -            | Singolo non estratto da album |
| 1966 | "Let's Run Away"             | 53     | -            | Singolo non estratto da album |
| 1967 | "Half Past Midnight"         | 8      | -            | Five Man Electrical Band      |
| 1967 | "Catch the Love Parade"      | 28     | -            | Singolo non estratto da album |
| 1967 | "She Fancies Herself a Lady" |        | -            | Singolo non estratto da album |
| 1968 | "Walker Street"              | 65     | -            | Singolo non estratto da album |
| 1968 | "Didn't Know the Time"       | 59     | -            | Five Man Electrical Band      |

#### come Five Man Electrical Band
| Anno | Canzone                                  | Canada | U.S. Hot 100 | Album                         |
| ---- | ---------------------------------------- | ------ | ------------ | ----------------------------- |
| 1969 | "It Never Rains On Maple Lane"           | 67     | -            | Five Man Electrical Band      |
| 1969 | "Private Train"                          | 37     | -            | Five Man Electrical Band      |
| 1969 | "Lovin' Look"                            |        | -            | Singolo non estratto da album |
| 1969 | "Sunrise to Sunset"                      | 56     | -            | Singolo non estratto da album |
| 1969 | "Riverboat"                              |        | -            | Singolo non estratto da album |
| 1970 | "Moonshine (Friend of Mine)"             | 56     | -            | Good-byes and Butterflies     |
| 1970 | "Hello Melinda, Goodbye"                 | 55     | -            | Good-byes and Butterflies     |
| 1971 | "Signs"                                  | 4      | 3            | Good-byes and Butterflies     |
| 1971 | "Absolutely Right"                       | 3      | 26           | Coming of Age                 |
| 1972 | "Julianna"                               | 17     | -            | Coming of Age                 |
| 1972 | "The Devil and Miss Lucy (Country Girl)" | 65     | -            | Coming of Age                 |
| 1972 | "Money Back Guarantee"                   | 17     | 72           | Sweet Paradise                |
| 1972 | "I'm a Stranger Here"                    | 2      | 76           | Sweet Paradise                |
| 1973 | "Baby Wanna Boogie"                      | 77     | -            | Sweet Paradise                |
| 1974 | "Werewolf"                               | 28     | 64           | Singolo non estratto da album |
| 1975 | "Johnny Get a Gun"                       | 69     | -            | Singolo non estratto da album |

## Formazione
- Ted Gerow (tastiere)
- Brian Rading (basso)
- Vern Craig (voce, chitarra)
- Rick 'Bell' Belanger (batteria)
- Les Emmerson (voce, chitarra)
- Mike 'Bell' Belanger (seconda batteria)